# Nemzeti Könyvdíj (USA)
A Nemzeti Könyvdíj (National Book Award) az Amerikai Egyesült Államok egyik legismertebb irodalmi díja, melyet először 1950-ben osztottak ki. A díjat évente ítélik oda amerikai szerzők egy évvel korábban kiadott könyveiért, valamint életpályájukért ("Medal of Distinguished Contribution to American Letters"). Viszonylag új kezdeményezésnek számít az Irodalmár-díj (Literarian Award). A díj célja, hogy elismerje a kiemelkedő amerikai irodalmi alkotásokat. 1988-ban létrehozták a National Book Foundation (Amerikai Nemzeti Könyvalap) elnevezésű alapítványt, amely azóta a díjjal kapcsolatos ügyeket intézi.
A díjat a következő öt kategóriában osztják ki: szépirodalom, ismeretterjesztő irodalom, költészet, gyermek- és ifjúsági irodalom, valamint fordítás. Számos egyéb kategóriában is osztottak ki díjakat, melyeket azóta vagy beszüntettek vagy beolvasztottak a fenti kategóriák közé.
Minden egyes kategória győztesét egy ötfős, független, szakmai döntőbizottság dönti el, akik több száz könyvet olvasnak el a végső döntés előtt. A díjátadó ünnepsé
get minden év novemberében rendezik. Az első helyezettek 10 000$-os pénzdíjat, valamint egy kristályszobrot is kapnak. A „rövidlistára” felkerülő többiek 1000$-os pénzdíjban részesülnek.

## Díjazottak

### Jelenlegi kategóriák

#### Szépirodalom (Fiction)
| 1950 | Nelson Algren         | The Man with the Golden Arm                    | |
| 1951 | William Faulkner      | The Collected Stories of William Faulkner      | (William Faulkner válogatott történetei)                                                            |
| 1952 | James Jones           | From Here to Eternity                          | Most és mindörökké (regény)                                                                         |
| 1953 | Ralph Ellison         | Invisible Man                                  | A láthatatlan (Bartos Tibor fordítása)                                                              |
| 1954 | Saul Bellow           | The Adventures of Augie March                  | Augie March kalandjai                                                                               |
| 1955 | William Faulkner      | A Fable                                        | Példabeszéd                                                                                         |
| 1956 | John O’Hara           | Ten North Frederick                            | |
| 1957 | Wright Morris         | The Field of Vision                            | |
| 1958 | John Cheever          | The Wapshot Chronicle                          | |
| 1959 | Bernard Malamud       | The Magic Barrel                               | A varázshordó                                                                                       |
| 1960 | Philip Roth           | Goodbye, Columbus                              | Isten veled, Columbus                                                                               |
| 1961 | Conrad Richter        | The Waters of Kronos                           | |
| 1962 | Walker Percy          | The Moviegoer                                  | |
| 1963 | J. F. Powers          | Morte D'Urban                                  | |
| 1964 | John Updike           | The Centaur                                    | A kentaur (Fordította Göncz Árpád)                                                                  |
| 1965 | Saul Bellow           | Herzog                                         | Herzog                                                                                              |
| 1966 | Katherine Anne Porter | The Collected Stories of Katherine Anne Porter | |
| 1967 | Bernard Malamud       | The Fixer                                      | A mesterember                                                                                       |
| 1968 | Thornton Wilder       | The Eighth Day                                 | A teremtés nyolcadik napja (Szőllősi Klára fordítása)                                               |
| 1969 | Jerzy Kosiński        | Steps                                          | |
| 1970 | Joyce Carol Oates     | Them                                           | Ők (Sz. Kiss Csaba fordítása)                                                                       |
| 1971 | Saul Bellow           | Mr. Sammler's Planet                           | Mr. Sammler planétája                                                                               |
| 1972 | Flannery O’Connor     | The Complete Stories of Flannery O’Connor      | |
| 1973 | John Barth            | Chimera                                        | |
| 1973 | John Edward Williams  | Augustus                                       | Augustus (regény)                                                                                   |
| 1974 | Thomas Pynchon        | Gravity's Rainbow                              | Súlyszivárvány                                                                                      |
| 1974 | Isaac Bashevis Singer | A Crown of Feathers and Other Stories          | Szenvedély és más történetek (Fordították: Borbás Mária, Dezsényi Katalin, Koszeg Ferenc, Réz Ádám) |
| 1975 | Robert Stone          | Dog Soldiers                                   | Pokolról pokolra                                                                                    |
| 1975 | Thomas Williams       | The Hair of Harold Roux                        | |
| 1976 | William Gaddis        | J R                                            | |
| 1977 | Wallace Stegner       | The Spectator Bird                             | |
| 1978 | Mary Lee Settle       | Blood Ties                                     | |
| 1979 | Tim O’Brien           | Going After Cacciato                           | |
| 1980 | William Styron        | Sophie's Choice                                | Sophie választ                                                                                      |
| 1980 | John Irving           | The World According to Garp                    | Garp szerint a világ                                                                                |
| 1981 | Wright Morris         | Plains Song                                    | |
| 1981 | John Cheever          | The Stories of John Cheever                    | |
| 1982 | John Updike           | Rabbit is Rich                                 | Nyúlháj                                                                                             |
| 1982 | William Maxwell       | So Long, See You Tomorrow                      | |
| 1983 | Alice Walker          | The Color Purple                               | Kedves Jóisten!                                                                                     |
| 1983 | Eudora Welty          | Collected Stories of Eudora Welty              | |
| 1984 | Ellen Gilchrist       | Victory Over Japan: A Book of Stories          | |
| 1985 | Don DeLillo           | White Noise                                    | Fehér zaj (Fordította Bart István)                                                                  |
| 1986 | E. L. Doctorow        | World's Fair                                   | Világkiállítás (fordította Göncz Árpád)                                                             |
| 1987 | Larry Heinemann       | Paco's Story                                   | |
| 1988 | Pete Dexter           | Paris Trout                                    | |
| 1989 | John Casey            | Spartina                                       | |
| 1990 | Charles R. Johnson    | Middle Passage                                 | |
| 1991 | Norman Rush           | Mating                                         | |
| 1992 | Cormac McCarthy       | All the Pretty Horses                          | Vad lovak                                                                                           |
| 1993 | E. Annie Proulx       | The Shipping News                              | Kikötői hírek                                                                                       |
| 1994 | William Gaddis        | A Frolic of His Own                            | |
| 1995 | Philip Roth           | Sabbath's Theater                              | Sabbath színháza (Sóvágó Katalin fordítása)                                                         |
| 1996 | Andrea Barrett        | Ship Fever and Other Stories                   | |
| 1997 | Charles Frazier       | Cold Mountain                                  | Hideghegy                                                                                           |
| 1998 | Alice McDermott       | Charming Billy                                 | |
| 1999 | Ha Jin                | Waiting                                        | Várakozás (fordította Loósz Vera)                                                                   |
| 2000 | Susan Sontag          | In America                                     | Amerikában                                                                                          |
| 2001 | Jonathan Franzen      | The Corrections                                | Javítások (fordította Bart István)                                                                  |
| 2002 | Julia Glass           | Three Junes                                    | |
| 2003 | Shirley Hazzard       | The Great Fire                                 | |
| 2004 | Lily Tuck             | The News from Paraguay                         | |
| 2005 | William Vollmann      | Europe Central                                 | |
| 2006 | Richard Powers        | The Echo Maker                                 | |
| 2007 | Denis Johnson         | Tree of Smoke                                  | |
| 2008 | Peter Matthiessen     | Shadow Country                                 | |
| 2009 | Colum McCann          | Let the Great World Spin                       | Hadd forogjon a nagyvilág                                                                           |
| 2010 | Jaimy Gordon          | Lord of Misrule                                | |
| 2011 | Jesmyn Ward           | Salvage the Bones                              | |
| 2012 | Louise Erdrich        | The Round House                                | A körkunyhó                                                                                         |
| 2013 | James McBride         | The Good Lord Bird                             | |
| 2014 | Phil Klay             | Redeployment                                   | |
| 2015 | Adam Johnson          | Fortune Smiles                                 | |
| 2016 | Colson Whitehead      | The Underground Railroad                       | A föld alatti vasút                                                                                 |
| 2017 | Jesmyn Ward           | Sing, Unburied, Sing                           | Hallgasd a holtak énekét                                                                            |
| 2018 | Sigrid Nunez          | The Friend                                     | A barát                                                                                             |
| 2019 | Susan Choi            | Trust Exercise                                 | |
| 2020 | Charles Yu            | Interior Chinatown                             | |
| 2021 | Jason Mott            | Hell of a Book                                 | |
| 2022 | Tess Gunty            | The Rabbit Hutch                               | [A nyúlketrec]                                                                                      |
| 2023 | Justin Torres         | Blackouts                                      | |

#### Ismeretterjesztő irodalom (Nonfiction)
| 1950 | Ralph L. Rusk             | Ralph Waldo Emerson (Ralph Waldo Emerson-ról szóló cikk)                                 |                                                               |
| 1951 | Newton Arvin              | Herman Melville (Herman Melville-ről szóló cikk)                                         |                                                               |
| 1952 | Rachel Carson             | The Sea Around Us                                                                        |                                                               |
| 1953 | Bernard A. De Voto        | The Course of Empire                                                                     |                                                               |
| 1954 | Bruce Catton              | A Stillness at Appomattox                                                                |                                                               |
| 1955 | Joseph Wood Krutch        | The Measure of Man                                                                       |                                                               |
| 1956 | Herbert Kubly             | An American in Italy                                                                     |                                                               |
| 1957 | George F. Kennan          | Russia Leaves the War                                                                    |                                                               |
| 1958 | Catherine Drinker Bowen   | The Lion and the Throne                                                                  |                                                               |
| 1959 | J. Christopher Herold     | Mistress to an Age: A Life of Madame De Stael                                            |                                                               |
| 1960 | Richard Ellmann           | James Joyce                                                                              |                                                               |
| 1961 | William L. Shirer         | The Rise and Fall of the Third Reich                                                     | A Harmadik Birodalom felemelkedése és bukása                  |
| 1962 | Lewis Mumford             | The City in History: Its Origins, its Transformations and its Prospects                  |                                                               |
| 1963 | Leon Edel                 | Henry James, Vol. II: The Conquest of London, Henry James, Vol. III: The Middle Years    |                                                               |
| 1984 | Robert V. Remini          | Andrew Jackson & the Course of American Democracy, 1833-1845                             |                                                               |
| 1985 | J. Anthony Lukas          | Common Ground: A Turbulent Decade in the Lives of Three American Families                |                                                               |
| 1986 | Barry Lopez               | Arctic Dreams                                                                            |                                                               |
| 1987 | Richard Rhodes            | The Making of the Atomic Bomb                                                            | Az atombomba története                                        |
| 1988 | Neil Sheehan              | A Bright Shining Lie: John Paul Vann and America in Vietnam                              |                                                               |
| 1989 | Thomas L. Friedman        | From Beirut to Jerusalem                                                                 |                                                               |
| 1990 | Ron Chernow               | The House of Morgan: An American Banking Dynasty and the Rise of Modern Finance          |                                                               |
| 1991 | Orlando Patterson         | Freedom                                                                                  |                                                               |
| 1992 | Paul Monette              | Becoming a Man: Half a Life Story                                                        |                                                               |
| 1993 | Gore Vidal                | United States: Essays 1952-1992                                                          |                                                               |
| 1994 | Sherwin B. Nuland         | How We Die: Reflections on Life's Final Chapter                                          | Hogyan halunk meg? Gondolatok az élet utolsó fejezetéről      |
| 1995 | Tina Rosenberg            | The Haunted Land: Facing Europe's Ghosts After Communism                                 |                                                               |
| 1996 | James P. Carroll          | An American Requiem: God, My Father, and the War that Came Between Us                    |                                                               |
| 1997 | Joseph J. Ellis           | American Sphinx: The Character of Thomas Jefferson                                       |                                                               |
| 1998 | Edward Ball               | Slaves in the Family                                                                     |                                                               |
| 1999 | John W. Dower             | Embracing Defeat: Japan in the Wake of World War II                                      |                                                               |
| 2000 | Nathaniel Philbrick       | In the Heart of the Sea: The Tragedy of the Whaleship Essex                              | A tenger szívében : az Essex bálnavadászhajó tragédiája       |
| 2001 | Andrew Solomon            | The Noonday Demon: An Atlas of Depression                                                |                                                               |
| 2002 | Robert A. Caro            | Master of the Senate: The Years of Lyndon Johnson                                        |                                                               |
| 2003 | Carlos Eire               | Waiting for Snow in Havana: Confessions of a Cuban Boy                                   |                                                               |
| 2004 | Kevin Boyle               | Arc of Justice: A Saga of Race, Civil Rights, and Murder in the Jazz Age                 |                                                               |
| 2005 | Joan Didion               | The Year of Magical Thinking                                                             | A mágikus gondolatok éve                                      |
| 2006 | Timothy Egan              | The Worst Hard Time: The Untold Story of Those Who Survived the Great American Dust Bowl |                                                               |
| 2007 | Tim Weiner                | Legacy of Ashes: The History of the CIA                                                  | A CIA története: hamvába holt örökség                         |
| 2008 | Annette Gordon-Reed       | The Hemingses of Monticello: An American Family                                          |                                                               |
| 2009 | T. J. Stiles              | The First Tycoon: The Epic Life of Cornelius Vanderbilt                                  |                                                               |
| 2010 | Patti Smith               | Just Kids                                                                                |                                                               |
| 2011 | Stephen Greenblatt        | The Swerve: How the World Became Modern                                                  | Egy reneszánsz könyvvadász : hogyan vált modernné a világunk? |
| 2012 | Katherine Boo             | Behind the Beautiful Forevers: Life, Death, and Hope in a Mumbai Undercity               |                                                               |
| 2013 | George Packer             | The Unwinding: An Inner History of the New America                                       |                                                               |
| 2014 | Evan Osnos                | Age of Ambition: Chasing Fortune, Truth, and Faith in the New China                      |                                                               |
| 2015 | Ta-Nehisi Coates          | Between the World and Me                                                                 |                                                               |
| 2016 | Ibram X. Kendi            | Stamped from the Beginning: The Definitive History of Racist Ideas in America            |                                                               |
| 2017 | Masha Gessen              | The Future Is History: How Totalitarianism Reclaimed Russia                              |                                                               |
| 2018 | Jeffrey C. Stewart        | The New Negro: The Life of Alain Locke                                                   |                                                               |
| 2019 | Sarah M. Broon            | The Yellow House                                                                         |                                                               |
| 2020 | Les Payne és Tamara Payne | The Dead Are Arising: The Life of Malcolm X                                              |                                                               |
| 2021 | Tiya Miles                | All That She Carried: The Journey of Ashley’s Sack, a Black Family Keepsake              |                                                               |
| 2022 | Imani Perry               | South to America: A Journey Below the Mason-Dixon to Understand the Soul of a Nation     |                                                               |

#### Költészet
| 1950 |  | William Carlos Williams | Paterson: Book III and Selected Poems                    |
| 1951 |  | Wallace Stevens         | The Auroras of Autumn                                    |
| 1952 |  | Marianne Moore          | Collected Poems                                          |
| 1953 |  | Archibald MacLeish      | Collected Poems, 1917-1952                               |
| 1954 |  | Conrad Aiken            | Collected Poems                                          |
| 1955 |  | Wallace Stevens         | The Collected Poems of Wallace Stevens                   |
| 1956 |  | W. H. Auden             | The Shield of Achilles                                   |
| 1957 |  | Richard Wilbur          | Things of This World                                     |
| 1958 |  | Robert Penn Warren      | Promises: Poems, 1954-1956                               |
| 1959 |  | Theodore Roethke        | Words for the Wind                                       |
| 1960 |  | Robert Lowell           | Life Studies                                             |
| 1961 |  | Randall Jarrell         | The Woman at the Washington Zoo                          |
| 1962 |  | Alan Dugan              | Poems                                                    |
| 1963 |  | William Stafford        | Traveling Through the Dark                               |
| 1964 |  | John Crowe Ransom       | Selected Poems                                           |
| 1965 |  | Theodore Roethke        | The Far Field                                            |
| 1966 |  | James Dickey            | Buckdancer's Choice                                      |
| 1967 |  | James Merrill           | Nights and Days                                          |
| 1968 |  | Robert Bly              | The Light Around the Body                                |
| 1969 |  | John Berryman           | His Toy, His Dream, His Rest                             |
| 1970 |  | Elizabeth Bishop        | The Complete Poems                                       |
| 1971 |  | Mona Van Duyn           | To See, To Take                                          |
| 1972 |  | Frank O'Hara            | The Collected Works of Frank O'Hara                      |
| 1972 |  | Howard Moss             | Selected Poems                                           |
| 1973 |  | A. R. Ammons            | Collected Poems, 1951-1971                               |
| 1974 |  | Allen Ginsberg          | The Fall of America: Poems of these States, 1965-1971    |
| 1974 |  | Adrienne Rich           | Diving into the Wreck: Poems 1971-1972                   |
| 1975 |  | Marilyn Hacker          | Presentation Piece                                       |
| 1976 |  | John Ashbery            | Self-portrait in a Convex Mirror                         |
| 1977 |  | Richard Eberhart        | Collected Poems, 1930-1976                               |
| 1978 |  | Howard Nemerov          | The Collected Poems of Howard Nemerov                    |
| 1979 |  | James Merrill           | Mirabell: Book of Numbers                                |
| 1980 |  | Philip Levine           | Ashes: Poems New and Old                                 |
| 1981 |  | Lisel Mueller           | The Need to Hold Still                                   |
| 1982 |  | William Bronk           | Life Supports: New and Collected Poems                   |
| 1983 |  | Galway Kinnell          | Selected Poems                                           |
| 1983 |  | Charles Wright          | Country Music: Selected Early Poems                      |
| 1985 |  | Nem osztottak ki díjat. |                                                          |
| 1986 |  | Nem osztottak ki díjat. |                                                          |
| 1987 |  | Nem osztottak ki díjat. |                                                          |
| 1988 |  | Nem osztottak ki díjat. |                                                          |
| 1989 |  | Nem osztottak ki díjat. |                                                          |
| 1990 |  | Nem osztottak ki díjat. |                                                          |
| 1991 |  | Philip Levine           | What Work Is                                             |
| 1992 |  | Mary Oliver             | New & Selected Poems                                     |
| 1993 |  | A. R. Ammons            | Garbage                                                  |
| 1994 |  | James Tate              | A Worshipful Company of Fletchers                        |
| 1995 |  | Stanley Kunitz          | Passing Through: The Later Poems                         |
| 1996 |  | Hayden Carruth          | Scrambled Eggs & Whiskey                                 |
| 1997 |  | William Meredith        | Effort at Speech: New & Selected Poems                   |
| 1998 |  | Gerald Stern            | This Time: New and Selected Poems                        |
| 1999 |  | Ai                      | Vice: New & Selected Poems                               |
| 2000 |  | Lucille Clifton         | Blessing the Boats: New and Selected Poems 1988-2000     |
| 2001 |  | Alan Dugan              | Poems Seven: New and Complete Poetry                     |
| 2002 |  | Ruth Stone              | In the Next Galaxy                                       |
| 2003 |  | C. K. Williams          | The Singing                                              |
| 2004 |  | Jean Valentine          | Door in the Mountain: New and Collected Poems, 1965-2003 |
| 2005 |  | W. S. Merwin            | Migration: New & Selected Poems                          |
| 2006 |  | Nathaniel Mackey        | Splay Anthem                                             |
| 2007 |  | Robert Hass             | Time and Materials: Poems, 1997-2005                     |
| 2008 |  | Mark Doty               | Fire to Fire: New and Selected Poems                     |
| 2009 |  | Keith Waldrop           | Transcendental Studies: A Trilogy                        |
| 2010 |  | Terrance Hayes          | Lighthead                                                |
| 2011 |  | Nikky Finney            | Head Off & Split: Poems                                  |
| 2012 |  | David Ferry             | Bewilderment: New Poems and Translations                 |
| 2013 |  | Mary Szybist            | Incarnadine                                              |
| 2014 |  | Louise Glück            | Faithful and Virtuous Night                              |
| 2015 |  | Robin Coste Lewis       | Voyage of the Sable Venus                                |
| 2016 |  | Daniel Borzutzky        | The Performance of Becoming Human                        |
| 2017 |  | Frank Bidart            | Half-light: Collected Poems 1965–2016                    |
| 2018 |  | Justin Phillip Reed     | Indecency                                                |
| 2019 |  | Arthur Sze              | Sight Lines                                              |
| 2020 |  | Don Mee Choi            | DMZ Colony                                               |
| 2021 |  | Martín Espada           | Floaters                                                 |
| 2022 |  | John Keene              | Punks (verseskötet)                                      |

#### Gyermek- és ifjúsági irodalom
| 1996 | Victor Martinez                         | Parrott In the Oven: MiVida                     |                          |
| 1997 | Han Nolan                               | Dancing on the Edge                             |                          |
| 1998 | Louis Sachar                            | Holes                                           | Stanley, a szerencse fia |
| 1999 | Kimberly Willis Holt                    | When Zachary Beaver Came to Town                |                          |
| 2000 | Gloria Whelan                           | Homeless Bird                                   |                          |
| 2001 | Virginia Euwer Wolff                    | True Believer                                   |                          |
| 2002 | Nancy Farmer                            | The House of the Scorpion                       | A skorpióház             |
| 2003 | Polly Horvath                           | The Canning Season                              |                          |
| 2004 | Pete Hautman                            | Godless                                         |                          |
| 2005 | Jeanne Birdsall                         | The Penderwicks                                 | A Penderwick lányok      |
| 2006 | Matthew Tobin Anderson                  | The Astonishing Life of Octavian Nothing        |                          |
| 2007 | Sherman Alexie                          | The Absolutely True Diary of a Part-Time Indian |                          |
| 2008 | Judy Blundell                           | What I Saw and How I Lied                       |                          |
| 2009 | Phillip Hoose                           | Claudette Colvin: Twice Toward Justice          |                          |
| 2010 | Kathryn Erskine                         | Mockingbird                                     |                          |
| 2011 | Thanhha Lai                             | Inside Out and Back Again                       |                          |
| 2012 | William Alexander                       | Goblin Secrets                                  |                          |
| 2013 | Cynthia Kadohata                        | The Thing About Luck                            |                          |
| 2014 | Jacqueline Woodson                      | Brown Girl Dreaming                             |                          |
| 2015 | Neal Shusterman                         | Challenger Deep                                 | Az óceán mélyén          |
| 2016 | John Lewis, Nate Powell és Andrew Aydin | March: Book Three                               |                          |
| 2017 | Robin Benway                            | Far from the Tree                               |                          |
| 2018 | Elizabeth Acevedo                       | The Poet X                                      |                          |
| 2019 | Martin W. Sandler                       | 1919 The Year That Changed America              |                          |
| 2020 | Kacen Callender                         | King and the Dragonflies                        |                          |
| 2021 | Malinda Lo                              | Last Night at the Telegraph Club                |                          |
| 2022 | Sabaa Tahir                             | All My Rage                                     | [Minden dühöm]           |

#### Fordítás
| 2018 |  | Yoko Tawada                      | The Emissary                 | japánból fordította Margaret Mitsutani     |
| 2019 |  | Krasznahorkai László             | Baron Wenckheim’s Homecoming | magyarból fordította Ottilie Mulzet        |
| 2020 |  | Miri Yu                          | Tokyo Ueno Statio            | japánból fordította Morgan Giles           |
| 2021 |  | Elisa Shua Dusapin               | Winter in Sokcho             | franciából fordította Aneesa Abbas Higgins |
| 2022 |  | Samanta Schweblin (argentin író) | Seven Empty House            | spanyolból fordította Megan McDowell       |

### Megszűnt kategóriák

#### Első regény
| 1980 | William Wharton | Madárka                     |
| 1981 | Ann Arensberg   | Sister Wolf                 |
| 1982 | Robb Forman Dew | Dale Loves Sophie to Death  |
| 1983 | Gloria Naylor   | The Women of Brewster Place |

#### Első szépirodalmi könyv
| 1984 | Harriet Doerr | Stones for Ibarra   |
| 1985 | Bob Shacochis | Easy in the Islands |

#### Science Fiction
| 1980 | Frederik Pohl        | Jem                     |
| 1980 | Walter Wangerin, Jr. | The Book of the Dun Cow |

#### Mystery
| 1980 | John D. MacDonald | The Green Ripper |

#### Western
| 1980 | Louis L'Amour | Bendigo Shafter |

#### Zsebkönyvek
| 1983 | Lisa Goldstein | The Red Magician |

#### Általános ismertető irodalom
| 1980 | Tom Wolfe            | The Right Stuff                | Az igazak : Az első amerikai űrhajósok története |
| 1980 | Peter Matthiessen    | The Snow Leopard               |                                                  |
| 1981 | Maxine Hong Kingston | China Men                      |                                                  |
| 1981 | Jane Kramer          | The Last Cowboy                |                                                  |
| 1982 | Tracy Kidder         | The Soul of a New Machine      |                                                  |
| 1982 | Victor S. Navasky    | Naming Names                   |                                                  |
| 1983 | Fox Butterfield      | China: Alive in the Bitter Sea |                                                  |
| 1983 | James Fallows        | National Defense               |                                                  |